# Liste des gouverneurs actuels des régions du Sénégal
 (août 2023).
Cette page dresse la liste des gouverneurs actuels des 14 régions du Sénégal.

## Gouverneurs des régions
| Région      | Nom                                           | Depuis (le)    |
| ----------- | --------------------------------------------- | -------------- |
| Dakar       | Ousmane KANE depuis le 07 août 2024           |                |
| Diourbel    | Ibrahima FALL                                 |                |
| Fatick      | Ngoné CISSE depuis le 07 août 2024            |                |
| Kaffrine    | Moustapha DIAW depuis le 07 août 2024         |                |
| Kaolack     | Mouhamadou Moctar WATT depuis le 07 août 2024 |                |
| Kédougou    | Mariama TRAORE depuis le 22 juin 2022         |                |
| Kolda       | Moustapha NDIAYE depuis le 07 août 2024       |                |
| Louga       | Ndèye Nguénar MBODJ depuis le 04 octobre 2023 |                |
| Matam       | Saïd DIA depuis le 07 août 2024               |                |
| Saint-Louis | Al Hassan SALL depuis le 07 août 2024         |                |
| Sédhiou     | Diadia DIA depuis le 07 août 2024             |                |
| Tambacounda | Guedj DIOUF depuis le 04 octobre 2023         |                |
| Thiès       | Saër NDAO depuis le 07 août 2024              |                |
| Ziguinchor  | Mor Talla Tine                                | 4 octobre 2023 |